# 独孤皇后 (电视剧)
《獨孤皇后》，2019年中國大陸古裝历史劇，故事背景為南北朝至隋朝時期。由浙江華策影視股份有限公司、上海琰玉影視文化傳媒有限公司製作出品，張孝正、丁英洲执導，陳喬恩、陳曉領銜主演，陳喬恩同時為該劇出品人之一。全劇故事著眼於北周與隋朝代交替之時的歷史風雲，講述了傳奇皇后獨孤伽羅跌宕而富有魅力的一生。2017年3月23日於橫店影視城正式開機，7月2日全劇殺青。於2019年2月11日在騰訊視頻、愛奇藝、優酷首播，10月15日中視主頻、中天娛樂台播出。

## 劇情簡介
獨孤伽羅（陳喬恩飾）因家族遭權臣迫害，自小就以獨立堅強要求自己。時其夫君楊堅（陳曉飾）已展現不凡氣概，他驍勇善戰，立下赫赫戰功，並在亂世之中登上皇位，建立隋朝，是為隋文帝，統一全中國，之後大力發展文化經濟。獨孤伽羅盡心輔佐，與楊堅一同倡導節儉，協助楊堅成就「開皇之治」，與楊堅並尊為「二聖」。獨孤伽羅和楊堅攜手走過人生風雨，始終伉儷情深，她時刻督促楊堅勤政愛民，無論處理人生何種際遇，夫妻二人保持著勤儉樸實的家風，創造了中國古代帝王夫妻后宮生活的佳話。

## 播出時間
| 頻道                  | 地區          | 播出日期       | 播出時間 |
| --------------------- | ------------- | -------------- | --- |
| 騰訊視頻/愛奇藝/優酷  | 中国大陆      | 2019年2月11日  | 每周一至四20點更新兩集 VIP提前看八集                                                                          |
| 愛奇藝台灣站          | 臺灣          | 2019年2月11日  | 每周一至四20點更新兩集 同步跟播                                                                               |
| myTV SUPER            | 香港          | 2019年2月11日  | 與內地同步點播                                                                                                |
| 翡翠台                | 香港          | 2019年12月9日  | 星期一至五 19:00-19:30 （2020年3月9日起：星期一至五 18:00-18:30） （2020年4月13日起：星期一至六 18:00-18:30） |
| Astro双星 Astro双星HD | 马来西亚      | 2019年2月20日  | 每晚 19:00-20:00 Astro旗下VOD服務On Demand， 已於首集播出後，將與中國同步提供最新劇集。                       |
| 中視主頻              | 臺灣          | 2019年10月15日 | 星期一至五 21:00-22:00 （20:00為重播上一集，21:00為首播）                                                     |
| 中天娛樂台            | 臺灣          | 2019年10月15日 | 星期一至五23:00-24:00 （22:00為重播上一集，23:00為首播）                                                      |
| 衛視中文台            | 香港 · 東南亞 | 2019年4月22日  | 星期一至五 20:00-21:00 只限個別地區                                                                           |
| 衛星劇場              | 日本          | 2020年9月30日  | 每周三 21:00-23:00（UTC+9）                                                                                   |

## 演員列表

### 領銜主演
| 演員   | 角色     | 介紹 | 粵語配音 | 歷史考證 |
| 陳喬恩 | 獨孤伽羅 | 衛國公獨孤信之七女→北周建忠將軍夫人→北周柱國大將軍夫人→北周定州總管夫人→地官府小司徒上大夫夫人→上柱國大司馬夫人→北周亳州總管夫人→北周左大丞相夫人→隋文獻皇后 隋朝文獻皇后 天生聰穎睿智，性格堅毅要強、敢愛敢恨。她在少年時期經歷了家族變故，從小對朝野政權有非常敏銳的洞察力，為人處事不僅有菩薩心腸，亦有金剛手段。 於第50集崩逝 | 曾佩儀   |          |
| 陈晓   | 楊 堅    | 隨國公楊忠世子→前鋒營斥堠→北周建忠將軍→北周柱國大將軍→北周定州總管→地官府小司徒上大夫→上柱國大司馬→北周亳州總管→北周左大丞相→隋文帝 與宇文邕、高熲結拜為二哥，隋朝開國皇帝，即隋文帝。楊堅不僅終結了三百年的南北朝亂世，對獨孤伽羅一見鍾情，與獨孤伽羅許下了一夫一妻誓言，並一同創下享譽後世的「開皇之治」，引來四海朝拜。        | 李凱傑   |          |

### 楊家
| 演員                                           | 角色     | 介紹 | 粵語配音 | 歷史考證                                         |
| 張 磊                                          | 楊 忠    | 北周上柱國、北周開國功臣之一→柱國大將軍大司馬 楊堅的父親，徵戰無數勝績赫赫，最終被宇文護手下暗殺重傷致死。 | 劉昭文   | 歷史上是病死。                                   |
| 陳曉                                           | 楊 堅    | 隨國公楊忠世子→前鋒營斥堠→北周建忠將軍→北周柱國大將軍→北周定州總管→地官府小司徒上大夫→上柱國大司馬→北周亳州總管→北周左大丞相→隋文帝 | 李凱傑   |                                                  |
| 陳喬恩                                         | 獨孤伽羅 | 衛國公獨孤信之七女→北周建忠將軍夫人→北周柱國大將軍夫人→北周定州總管夫人→地官府小司徒上大夫夫人→上柱國大司馬夫人→北周亳州總管夫人→北周左大丞相夫人→隋文獻皇后 | 曾佩儀   |                                                  |
| 許曉晗                                         | 陳婉宜   | 南陳公主→隋朝宮女→隋朝宣華夫人 陳叔寶之妹。 | 劉惠雲   |                                                  |
| 賀楚清（幼年） 顧語涵（少年） 伍宇辰檸（成年） | 尉遲文姬 | 尉遲寬與趙嫣之女→靜空師姐→隋朝宮女→隋朝宮人 尉遲寬與趙嫣的女兒，幼時父親毆打母親致死，之後跑到妙善庵被師父收留，與姑姑尉遲容合作復仇，色誘楊堅後，被獨孤伽羅逼毀容及削發為尼，最後自刎而死。 | 成瑤孆   | 歷史上被隋文獻皇后所殺。                         |
| 李政陽                                         | 楊整     | 北周中堅將軍→北周左宮伯中大夫兼中堅將軍→北周儀同→隋朝蔡王 楊堅二弟，討伐陳國時被射殺。 | 張方正   | 歷史上與楊堅關係不好。                           |
| 瑛子                                           | 尉遲容   | 隋朝蔡王王妃 尉遲迥的女兒 楊整的妻子，原有一位青梅竹馬陸作謙，到楊家當門客後對她糾纏不清，卻意外掉湖而死。後因尉遲迥忠臣不侍二主跳城，又在墳前巧遇姪女，隨後黑化決定復仇，後又因丈夫戰死，更加深其復仇之決心，與姪女聯手誓搞楊家家破人亡。文姬死後，因謊言被戳破，自刺髮釵而死。 | 陳皓宜   | 歷史上並不是尉遲迥的女兒且與隋文獻皇后關係不好。 |
| 方逸倫                                         | 楊瓚     | 北周樂部中大夫→駙馬都尉→北周小司馬→北周儀同→隋朝滕王→庶民 楊堅三弟，因不想休妻遺棄被獨孤伽羅秋後算賬的宇文珠，而自願降為庶民。 | 黃積權   | 歷史上傳言被楊堅鴆殺。                           |
| 曦 子                                          | 宇文珠   | 北周順陽公主→隋朝滕王王妃→庶民 北周明帝宇文毓、武帝宇文邕之妹 宇文護之堂妹 楊瓚之妻 因獨孤伽羅不想兩夫妻捲入朝堂紛爭，便以曾為宇文護通報楊家消息為由，在楊堅登基後，與丈夫一起貶為庶民。 | 何寶珊   | 歷史上與嫂子獨孤伽羅的關係並不融洽。             |
| 劉家祎（少年） 劉哲暉（成年）                  | 楊爽     | 北周右小公伯→北周撫平將軍→隋朝衛王 楊堅四弟。後撞破楊廣秘密而被其斬殺 | 胡家豪   | 歷史上是楊堅異母五弟且是病死。                   |
| 宋奕星                                         | 楊麗華   | 北周宇文贇太子妃→北周宣帝皇后→北周皇太后→隋朝樂平公主 獨孤伽羅與楊堅的長女、宇文贇的妻子，不喜歡宇文贇，嫁給宇文贇是為了保護楊家，因想鞏固自己在宮中的地位，便慫恿朱皇后共同養育朱皇后之子宇文闡，被權力給迷惑，為了保住皇太后的位子，先殺了朱皇后，而後殺了太皇太后阿史那颂，然後在嫁禍於父親楊堅，但計畫失敗，想帶著宇文闡離開結果被自己的母親獨孤伽羅給訓斥一頓，認為父母篡位，而搶走她的皇太后之位，所以與楊堅跟獨孤伽羅關係決裂，楊堅與獨孤伽羅當上皇帝與皇后，而被冊封為隋朝樂平公主，最後母親獨孤伽羅病重，卻來不及見最後一面，因此愧疚不已。 | 凌晞     |                                                  |
| 唐曉天                                         | 楊 勇    | 北周中士上士→北周小內史上士→隋朝太子→庶人 獨孤伽羅與楊堅的長子。因沈湎行樂，用度奢侈，政務不勤，德行有失，不堪重用為由，被廢太子，貶為庶人因而發瘋。 | 曹啟謙   |                                                  |
| 任婉婧                                         | 元 珍    | 隋朝第一任太子妃 元孝矩之女，因見雲氏得寵，導致肝鬱氣滯而體弱多病早逝。 |          |                                                  |
| 駱 言                                          | 高 靈    | 隋朝第二任太子妃 高熲的女兒。 |          | 歷史上並不是高熲 的女兒                          |
| 朱菱霧                                         | 雲若霞   | 隋朝太子妾室 楊儼的母親，得太子喜愛，卻因貪圖榮華富貴，導致獨孤伽羅不喜歡。 | 黃昕瑜   |                                                  |
| 馬梓銘(成年) 陳鴻錦(少年)                      | 楊 廣    | 北周威烈將軍→隋朝晉王→隋朝太子→隋煬帝 獨孤伽羅與楊堅的次子。後期腹黑成府深，因皇位殺了自己的皇叔楊爽，也害楊勇被廢太子。 | 李鎮然   |                                                  |
| 林田媛                                         | 蕭 薔    | 西梁公主→隋朝晉王王妃→隋朝太子妃 而後楊廣皇后。 | 詹健兒   |                                                  |
| 蘇盛華                                         | 楊 福    | 楊府總管。 |          |                                                  |

### 獨孤家
| 演員   | 角色     | 介紹 | 粵語配音 | 歷史考證 |
| 秦 焰  | 獨孤信   | 北周大將軍、八柱國之一→追諡趙國公、上柱國、太師 獨孤伽羅的父親，被宇文護所害。                                                                               | 陳永信   |          |
| 郭 虹  | 崔 氏    | 獨孤伽羅的母親，獨孤信的妻子，流放時被宇文護的手下所殺。 | 雷碧娜   |          |
| 孫 波  | 独孤善   | 北周四平將軍 獨孤伽羅的大哥，流放時被宇文護的手下所傷，後隱匿起來等待時機平反，平反後獲將軍之名，最後為了殺趙越，卻也被他的毒針刺中身亡。                    | 翟耀輝   |          |
| 陳 恆  | 上官英娥 | 獨孤伽羅的大嫂，獨孤善的妻子，流放時被宇文護的手下所殺，掉下懸崖未死，爾後刺殺宇文護未遂而自殺，以保伽羅平安。                                               | 曾秀清   |          |
| 齊千郡 | 明敬皇后 | 衛國公獨孤信之長女→明敬皇后 獨孤伽羅的長姊，重病前以死明志，後重病不治。                                                                                     | 梁少霞   |          |
| 陳喬恩 | 獨孤伽羅 | 衛國公獨孤信之七女→北周建忠將軍夫人→北周柱國大將軍夫人→北周定州總管夫人→地官府小司徒上大夫夫人→上柱國大司馬夫人→北周亳州總管夫人→北周左大丞相夫人→隋文獻皇后 | 曾佩儀   |          |
| 石天宇 | 歆 蘭    | 獨孤伽羅的侍女。 |          |          |

### 宇文家
| 演員           | 角色     | 介紹 | 粵語配音 | 歷史考證                                               |
| 蔣愷           | 宇文護   | 北周大冢宰 宇文毓、宇文邕之堂哥，宇文會之父，私自豢養軍隊，竊國害民，而被判斬首。 | 潘文柏   | 歷史上被宇文直所殺。                                   |
| 錢泳辰         | 宇文毓   | 北周明帝 北周第二位皇帝 宇文邕的哥哥 後被宇文護毒死。 | 鄧志堅   |                                                        |
| 齊千郡         | 明敬皇后 | 衛國公獨孤信之長女→明敬皇后 宇文毓之妻子，獨孤伽羅的長姊，重病前以死明志，後重病不治。 | 梁少霞   |                                                        |
| 陳偌汐         | 雲 嬋    | 北周明帝第二任王后 宇文護的外甥女，喜歡宇文毓，後發現安祿在皇帝膳食中下毒，意圖阻攔，被安祿活活掐死。 | 羅孔柔   | 歷史上無此人物，北周明帝僅有一任王后（明敬皇后獨孤氏） |
| 戚迹           | 宇文邕   | 魯國公→暗衛軍統領→北周武帝 與楊堅、高熲結拜為三弟，北周武帝宇文邕是北周第三位皇帝，也是北周最後一位有著治國之能的帝王，一直深愛著獨孤伽羅，多次想納獨孤伽羅為妾，但都被獨孤伽羅拒絕。宇文邕登基時朝政遭到權臣宇文護把持並監視，幾經隱忍的他最終在伽羅、楊堅等人的幫助下擺脫了傀儡的身份，然而腹黑多疑的帝王本性也令他在掌權後與楊堅漸生猜忌，君臣離心。御駕親徵攻打北國出發時，因寒氣滲入體內，以及早年基於體內之毒，已經時日不多，與獨孤伽羅說最後的話即離世。 | 李致林   |                                                        |
| 海 陸          | 阿史那頌 | 北國公主→魯國公夫人→北周武帝皇后→北周皇太后→北周太皇太后 宇文邕的妻子，宇文贇的嫡母，因政治聯姻而嫁給宇文邕，卻不知不覺愛上他，但宇文邕卻一心愛著獨孤伽羅，因而對獨孤伽羅產生強烈忌妒心。在宇文贇駕崩後被迫答應楊麗華以楊堅為輔國大臣，而後因大周已無力回天且宇文闡幼小將使朝政混亂，決意下詔禪讓於楊堅。 | 何璐怡   |                                                        |
| 曦 子          | 宇文珠   | 北周順陽公主→隋朝滕王王妃→庶民 北周明帝宇文毓、武帝宇文邕之妹，楊瓚之妻。 | 何寶珊   |                                                        |
| 吳 弘          | 宇文會   | 宇文護的兒子，原被判有罪，潛逃間被楊堅射到要害，但由於要害位置異於常人，因而脫險，後以定州藏金，想引楊堅等人入甕報仇，卻被徐卓射殺身亡。 | 黃啟昌   |                                                        |
| 葉愷文         | 宇文賢   | 宇文毓、明敬皇后之子，為避禍而隱居。 | 謝潔貞   | 歷史上徐妃所生。                                       |
| 王新宇（成年） | 宇文贇   | 北周太子→北周宣帝 宇文邕的長子，周武帝時期太子、楊麗華之夫、宇文闡之父，對楊麗華一見鍾情，登基後聽信趙越所進之讒言而加深對大司馬-楊堅的誤解，因服用過量催情藥物而亡。 | 蘇強文   | 歷史上李娥姿太帝太后所生。                             |
| 宋奕星         | 楊麗華   | 北周宇文贇太子妃→北周宣帝皇后→北周皇太后→隋朝樂平公主 獨孤伽羅與楊堅的長女、宇文贇的妻子 | 凌晞     |                                                        |
| 焦 娜          | 朱滿月   | 北周宣帝宇文贇的五個皇后之一、誕下嫡長子宇文闡與楊麗華共同扶養，後被楊麗華下藥吐血而死。 |          |                                                        |
| 陳 婧          | 陳月儀   | 北周宣帝宇文贇的五個皇后之一，實為細作。 |          |                                                        |
| 張 靜          | 尉遲熾繁 | 北周宣帝宇文贇的五個皇后之一。 |          |                                                        |
| 袁禕一         | 元樂尚   | 北周宣帝宇文贇的五個皇后之一。 |          |                                                        |

### 尉遲家
| 演員                                           | 角色     | 介紹 | 粵語配音 | 歷史考證       |
| 孫磊                                           | 尉遲迥   | 北周柱國大將軍→北周相州總管 尉遲容、尉遲寬的父親、尉遲文姬的祖父。因無法接受太祖打下的天下讓給楊家，決定以平亂來守護，卻以跳城而殉死。 | 陳卓智   |                |
| 張 林                                          | 尉遲寬   | 冬官府中大夫 尉遲迥的兒子、趙嫣的丈夫、尉遲文姬的父親，曾上戰場而患上癲狂之症，因誤會跟楊堅有染而將自己夫人重傷至死，導致文姬出走，因而發瘋離家，於妙善庵巧遇離家的文姬，相依為命，武帝滅佛時，破落妙善庵巧遇獨孤伽羅，才想起自己的錯事，最後心痛重病而亡。 | 劉奕希   |                |
| 孫夢佳                                         | 趙 嫣    | 趙貴的女兒、尉遲寬的妻子，因誤會跟楊堅有染，被喝醉的尉遲寬重傷不治。 | 魏惠娥   |                |
| 瑛子                                           | 尉遲容   | 隋朝蔡王王妃 尉遲迥的女兒、楊整的妻子。 | 陳皓宜   |                |
| 賀楚清（幼年） 顧語涵（少年） 伍宇辰檸（成年） | 尉遲文姬 | 尉遲寬與趙嫣之女→靜空師姐→隋朝皇宮宮女 尉遲寬與趙嫣的女兒，幼時父親毆打母親致死，之後跑到妙善庵被師父收留，與姑姑尉遲容狼合作復仇，化名趙如意勾引楊堅，最後自刎而死。                                                                                       | 成瑤孆   | 历史上父不详。 |
| 張 靜                                          | 尉遲熾繁 | 尉遲迥的孫女，北周宣帝宇文贇的五個皇后之一。 |          |                |

### 北國
| 演員   | 角色       | 介紹                                                                                                   | 粵語配音 | 歷史考證 |
| 海 陸  | 阿史那頌   | 北國公主→魯國公夫人→北周武帝皇后→北周皇太后→北周太皇太后                                               | 何璐怡   |          |
| 彭 博  | 阿史那玷厥 | 北國王子→達頭可汗 阿史那頌的弟弟，曾被楊堅與獨孤伽羅所救，視為恩公，但杰哈可汗背叛，後被杰哈可汗所殺。 | 陳耀楠   |          |
| 巴 圖  | 達達可汗   | |          |          |
| 李成加 | 吉古可汗   | 與達頭可汗同被杰哈可汗所殺。                                                                           |          |          |
| 鍾 鳴  | 杰哈可汗   | 因與達頭可汗相左而反叛，殺了達頭可汗。                                                                 |          |          |

### 高家
| 演員  | 角色  | 介紹                                                                                   | 粵語配音 | 歷史考證 |
| 李 朵 | 高 賓 | 司空→大司徒 高熲的父親。                                                               | 葉振聲   |          |
| 張 陸 | 高熲  | 北周下大夫→北周將軍→北周四平大將軍→隋朝尚書左僕射 與楊堅、宇文邕結拜為大哥，個性衝動。 | 雷霆     |          |
| 駱 言 | 高 靈 | 隋朝第二任太子妃 高熲的女兒。                                                          |          |          |

### 宇文護細作
| 演員   | 角色   | 介紹                                                             | 粵語配音 | 歷史考證 |
| 馮 瀑  | 李文貴 | 宇文護的細作，欲殺害阿史那皇后，後被高熲所殺。                   |          |          |
| 王天龍 | 張 劍  | 楊忠門客、宇文護細作，得知被楊忠逐出，後被宇文護所殺。           |          |          |
| 殷 梁  | 安 祿  | 宇文毓之奴才、宇文護細作，毒害宇文毓、殺害雲嬋，後被宇文邕所殺。 |          |          |
| 王 軍  | 蕭 左  | 原楚國公趙貴謀士、宇文護細作，後被殺。                           |          |          |

### 其他角色
| 演員   | 角色     | 介紹 | 粵語配音 | 歷史考證 |
| 曲 吉  | 陸作謙   | 楊家門客 尉遲容的青梅竹馬，尉遲容嫁入楊家後，因不能忘情於她，所以入楊家當門客，在糾纏尉遲容時卻意外掉湖而死。 |          |          |
| 馮暉   | 趙 越    | 北周國師→北周太卜下大夫 與宇文護狼狽為奸，原本下獄待殺，後被楊素舉薦，但惡性不改，時常進讒言於宇文邕並，宇文邕死後，進而對宇文贇讒言，並下藥使其縱情於後宮不理朝政，宇文贇死後欲當監國大丞，挾天子以令諸侯，卻被獨孤善斬殺。 | 招世亮   |          |
| 閆 肅  | 楊素     | 主帥營侍衛→北周左宮伯中大夫→北周武伯→北周車騎將軍→隋朝御史 | 關令翹   |          |
| 高 葉  | 郑祁耶   | 楊素的嫡妻。 | 張頌欣   |          |
| 楊聲遠 | 徐 卓    | 受恩於獨孤信，私下蒐羅宇文護的罪證，等待時機復仇。 | 陳欣     |          |
| 吳曉晨 | 吳 江    | |          |          |
| 馮 千  | 趙貴     | 北周大將軍、八柱國之一 趙嫣的父親，被宇文護所害。 |          |          |
| 成國棟 | 豆盧寧   | |          |          |
| 楊 瑜  | 採 苓    | 北周宣帝皇后的侍女。 |          |          |
| 林芷伊 | 南 枝    | 宇文賢的侍女。 |          |          |
| 王海龍 | 陳叔寶   | 陳朝皇帝。宣華夫人之兄。 |          |          |
| 魏勁松 | 安 德    | 宇文邕之奴才。 |          |          |
| 孫 寶  | 保 桂    | 宇文贇的侍衛。 |          |          |
| 于子寬 | 徐之信   | 齊國主帥 |          |          |
| 楊程茗 | 黃 惠    | |          |          |
| 常 晉  | 趙 王    | |          |          |
| 關 心  | 陳 王    | |          |          |
| 許 可  | 丁大力   | |          |          |
| 王紅梅 | 慧遠師太 | 妙善庵住持，收留離家的尉遲文姬，武帝滅佛後，一度荒廢，後隋文帝復立，但已圓寂。 |          |          |
| 尹 健  | 徐達傳   | |          |          |
| 徐少武 | 鍾 非    | |          |          |
| 沐 炎  | 張 宇    | |          |          |
| 劉 備  | 李 志    | |          |          |
| 張文濤 | 王 誼    | 隋朝太子近臣，實為晉王之人，勾結叛亂被捕，怕東窗事發，被蔡王妃的紅豆湯毒死。 |          |          |
| 王大衛 | 蘇 準    | |          |          |
| 蔡國隆 | 張太府   | |          |          |
| 楊朝偉 | 宇文述   | 隋朝右衛大將軍→壽州總管 |          |          |
| 何本軍 | 張大安   | |          |          |
| 王建斌 | 魏元忠   | |          |          |
| 王為民 | 工部尚書 | |          |          |
| 許 猛  | 張 衡    | |          |          |
| 童 瑤  | 石 僮    | |          |          |
| 劉雨佳 | 木 僮    | |          |          |
| 趙文君 | 鄭 姬    | |          |          |
| 楊 雪  | 馮 姬    | |          |          |

## 電視原聲帶

### 中國大陸
| 曲序 | 曲目               |        | 作曲   | 演唱         |
| ---- | ------------------ | ------ | ------ | ------------ |
| 1.   | 戎對妝（主題曲）   | 段思思 | 曾締   | 容祖兒       |
| 2.   | 一念三千（片尾曲） | 段思思 | 譚璇   | 張磊、劉惜君 |
| 3.   | 天高（插曲）       | 劉暢   | 譚璇   | 郁可唯       |
| 4.   | 休休（插曲）       | 吳建明 | 吳牧禪 | 曾一鳴       |

### 香港
| 曲序 | 曲目       |        | 作曲   | 编曲   | 演唱   |
| ---- | ---------- | ------ | ------ | ------ | ------ |
| 1.   | 我為我堅強 | 張美賢 | 張家誠 | 張家誠 | 谷婭溦 |

## 收視率

### 香港
本劇於香港無綫電視翡翠台及myTV SUPER7日跨平台總收視之紀錄：
| 週次 | 集數   | 日期                        | 收視   | 備註  |
| 1    | 1-5    | 2019年12月9日-12月13日      | 12.3點 | [ 6 ] |
| 2    | 6-10   | 2019年12月16日-12月20日     | 12.3點 | [ 7 ] |
| 3    | 11-15  | 2019年12月23日-12月27日     | 11.5點 |       |
| 4    | 16-20  | 2019年12月30日-2020年1月3日 | 12.8點 |       |
| 5    | 21-25  | 2020年1月6日-1月10日        | 13.0點 |       |
| 6    | 26-30  | 2020年1月13日-1月17日       | 12.4點 |       |
| 7    | 31-35  | 2020年1月20日-1月24日       | 11.9點 |       |
| 8    | 36-40  | 2020年1月27日-1月31日       | 13.9點 |       |
| 9    | 41-45  | 2020年2月3日-2月7日         | 15.0點 |       |
| 10   | 46-50  | 2020年2月10日-2月14日       | 15.4點 |       |
| 11   | 51-55  | 2020年2月17日-2月21日       | 15.1點 |       |
| 12   | 56-60  | 2020年2月24日-2月28日       | 15.2點 |       |
| 13   | 61-65  | 2020年3月2日-3月6日         | 15.4點 |       |
| 14   | 66-70  | 2020年3月9日-3月13日        | 7.7點  |       |
| 15   | 71-75  | 2020年3月16日-3月20日       | 7.9點  |       |
| 16   | 76-80  | 2020年3月23日-3月27日       | 8.2點  |       |
| 17   | 81-85  | 2020年3月30日-4月3日        | 8.6點  |       |
| 18   | 86-90  | 2020年4月6日-4月10日        | 7.9點  |       |
| 19   | 91-95  | 2020年4月13日-4月17日       | 7.5點  |       |
| 20   | 96-100 | 2020年4月20日-4月24日       | 8.4點  |       |
| 全劇 | 全劇   | 全劇                        | 11.6點 |       |

### 澳門
本劇於澳門TVB Anywhere家中及家外直播收視之紀錄： 
| 週次 | 集數   | 日期                        | 收視   | 備註  |
| 1    | 1-5    | 2019年12月9日-12月13日      | 8.4點  | [ 6 ] |
| 2    | 6-10   | 2019年12月16日-12月20日     | 8.5點  | [ 7 ] |
| 3    | 11-15  | 2019年12月23日-12月27日     | 8.0點  |       |
| 4    | 16-20  | 2019年12月30日-2020年1月3日 | 8.9點  |       |
| 5    | 21-25  | 2020年1月6日-1月10日        | 9.1點  |       |
| 6    | 26-30  | 2020年1月13日-1月17日       | 8.6點  |       |
| 7    | 31-35  | 2020年1月20日-1月24日       | 8.0點  |       |
| 8    | 36-40  | 2020年1月27日-1月31日       | 9.9點  |       |
| 9    | 41-45  | 2020年2月3日-2月7日         | 10.6點 |       |
| 10   | 46-50  | 2020年2月10日-2月14日       | 11.2點 |       |
| 11   | 51-55  | 2020年2月17日-2月21日       | 10.9點 |       |
| 12   | 56-60  | 2020年2月24日-2月28日       | 10.9點 |       |
| 13   | 61-65  | 2020年3月2日-3月6日         | 11.0點 |       |
| 14   | 66-70  | 2020年3月9日-3月13日        | 4.9點  |       |
| 15   | 71-75  | 2020年3月16日-3月20日       | -點    |       |
| 16   | 76-80  | 2020年3月23日-3月27日       | 5.3點  |       |
| 17   | 81-85  | 2020年3月30日-4月3日        | 5.7點  |       |
| 18   | 86-90  | 2020年4月6日-4月10日        | -點    |       |
| 19   | 91-95  | 2020年4月13日-4月17日       | -點    |       |
| 20   | 96-100 | 2020年4月20日-4月24日       | -點    |       |
| 全劇 | 全劇   | 全劇                        | 點     |       |

## 外部連結
- 《电视剧独孤皇后》的新浪微博
- 豆瓣电影上《独孤皇后》的資料 （简体中文）

## 电视节目的变迁
| 马来西亚 Astro雙星、Astro雙星HD 星期一至日 19:00 - 20:00                                      | 马来西亚 Astro雙星、Astro雙星HD 星期一至日 19:00 - 20:00               | 马来西亚 Astro雙星、Astro雙星HD 星期一至日 19:00 - 20:00                                                                           |
| --------------------------------------------------------------------------------------------- | ---------------------------------------------------------------------- | --- |
|                                                                                               | 獨孤皇后 （2019年2月20日－2019年4月10日）                              | |
| 幕後之王 （2019年1月6日－2019年2月19日）                                                      | 我的波塞冬 （2019年4月11日－2019年5月14日）                            | |
| 臺灣 中視主頻 星期一至五 21:00 - 22:00                                                        |                                                                        | |
| 小女花不棄 （2019年8月5日－2019年10月14日）                                                   | 獨孤皇后 （2019年10月15日－2019年12月23日）                            | 女力報到－小資女上班記 （2019年12月24日－2020年3月5日）                                                                            |
| 臺灣 中天娛樂台 星期一至五 23:00 - 00:00                                                      |                                                                        | |
| 小女花不棄 （2019年8月5日－2019年10月14日）                                                   | 獨孤皇后 （2019年10月15日－2019年12月23日）                            | 謎霧（重播）（22:00 - 00:00） （2019年12月24日－）                                                                                 |
| 香港 無綫電視翡翠台 星期一至五 19:00-19:30                                                    |                                                                        | |
| 知否知否應是綠肥紅瘦 （2019年6月24日－2019年12月6日）                                         | 獨孤皇后 （TVB版本第1-65集） （2019年12月9日－2020年3月6日）           | 六點半新聞報道 （2020年3月9日－）（18:30-19:20）世界觀 （2020年3月9日－）（19:20-19:25）天氣報告 （2020年3月9日－）（19:25-19:30） |
| 星期一至五 18:00-18:30 4月8日 播映中途腰斬，翌日重播同一集 4月14日 暫停播映                   |                                                                        | |
| 香港電台電視節目時段 （2016年9月19日－2020年3月4日）採訪最前線 （2020年3月5日－2020年3月6日） | 獨孤皇后 （TVB版本第66-93 及 95-99集） （2020年3月9日－2020年4月24日） | 星期一、二：金山 （2020年4月27日－2020年5月12日）星期三至五：味道-中國豐味 （2020年4月29日－2020年6月11日）                        |
| 星期六 18:00-18:30                                                                            |                                                                        | |
| 大自然的日常 第1-10集 （2020年1月25日－2020年4月11日）（17:55-18:30）                         | 獨孤皇后 （TVB版本第94 及 100集） （2020年4月18 及 25日）              | 星期六、日：醫道無界 （2020年5月2日－2020年5月24日）                                                                               |